# Joseph de Gelcen
Joseph de Gelcen, né le 12 septembre 1826 à Prades (Pyrénées-Orientales) et mort le 21 juillet 1899 à Prades, est un homme politique français,.

## Biographie
La famille de Joseph de Gelcen est issue de la bourgeoisie perpignanaise anoblie sous Louis XIV en 1655.
Joseph de Gelcen est d'abord avocat au tribunal de première instance de Prades.
Il est conseiller général du canton de Vinça de 1870 à 1871, maire de Prades de 1874 à 1876.
Il est élu député des Pyrénées-Orientales, comme conservateur légitimiste en 1877. Invalidé pour cause de pressions sur les électeurs, il ne se représente pas à l'élection partielle et quitte la vie politique.

## Mandats
Député des Pyrénées-Orientales
- 14 octobre 1877 - 30 novembre 1877